# Jiří Látal
Jiří Látal (* 2. února 1967 Olomouc) je bývalý československý a český hokejový obránce a trenér.

## Hráčská kariéra
Olomoucký rodák, který prvoligovou kariéru začal jako sedmnáctiletý v klubu TJ Sparta ČKD Praha. Po třech strávených sezónách a jedné bronzové medaili si odsloužil dvouletou povinnou základní vojenskou službu v trenčínské Dukle. Po jejím skončení byl asi jeden z posledních hokejistů, který se rozhodl v létě 1989 pro emigraci. Začínal ve farmářském klubu, ještě ve stejné sezóně 1989/1990 se prosadil do NHL, do týmu Philadelphia Flyers. Ve třetí zámořské sezóně už nedostával tolik příležitostí, což bylo způsobené zejména zdravotními potížemi. "Zlobila mě záda, k tomu jsem prodělal operace levého kolena. Nastala situace, kdy jsem si musel vybrat."  Následoval návrat do Evropy, působil v Norsku, ve Finsku, tato sezóna se vydařila, pak návrat zpět do České republiky.
Už jako junior se prosazoval do mládežnických reprezentací. V roce 1984 se účastnil Mistrovství Evropy juniorů, kde získal stříbrnou medaili. V letech 1985 až 1987 následovaly tři účasti na Mistrovství světa juniorů se ziskem dvou stříbrných medailí. V roce 1985 o vítězi rozhodovalo jenom skóre, kdy kanadský tým byl lepší o 11 gólů. V roce 1987 stačilo československému týmu k získání zlatých medailí uhrát v posledním zápase s Finskem remízu, zápas skončil porážkou 3:5.
Většinu reprezentačních zápasů odehrál v sezóně před emigrací (1988/1989), ve stejné sezóně se zúčastnil svého jediného šampionátu, které se konalo ve Švédsku v Södertälje a Stockholmu, do sbírky mu přibyla další medaile – bronzová.
V reprezentačním dresu odehrál celkem 15 zápasů a vstřelil 1 gól.

## Trenérská kariéra
I přes zdravotní problémy na hokej nezanevřel a jako trenér působil v Olomouci, Opavě, v Mladé Boleslavi. V roce 2009 byl jmenován do funkce generálního manažera národního týmu dvacetiletých.

## Ocenění
- 1983/1984 – All-star team na MEJ 1984
- 1986/1987 – All-star team na MSJ 1987